# 密云公交线路列表
密云公交线路列表介绍于北京市密云区内行驶的公交路线。密云区内的首条公交线路（密2路）于1999年开通，此后经过不断发展，密云区内公交线路已有六十余条。

## 营运公司
| 运营商简称 | 运营商简称 | 运营商全称                 |  | 运营商简称 | 运营商简称                   | 运营商全称             |
| ---------- | ---------- | -------------------------- |  | ---------- | ---------------------------- | ---------------------- |
|            | 宝城客运   | 北京市宝城客运有限责任公司 |  |            | 多间公司                     | （由多于一间公司联营） |
|            | 润城客运   | 北京润城客运有限责任公司   |  | 其他公司   | （由表中列出的其他公司营办） |                        |

## 线路列表
| 编号                                     | 编号       | 线路及运营时间 | 线路及运营时间                                                   | 线路及运营时间                                         | 收费   | 运营商   | 备注                                                        |
| ---------------------------------------- | ---------- | --- | ---------------------------------------------------------------- | ------------------------------------------------------ | ------ | -------- | ----------------------------------------------------------- |
|                                          | 密1        | 密云财政局 主线白班：6:30–18:30 河槽支线：7:10/16:00 七九七支线：6:45–17:30 | 主线白班 ⇆                                                       | 开发区商业街 6:30–18:30                                | 2–3元  | 宝城客运 | 河槽支线、七九七支线仅定时班开行                            |
| 河槽支线 ⇆                               | 密1        | 密云财政局 主线白班：6:30–18:30 河槽支线：7:10/16:00 七九七支线：6:45–17:30 | 河槽总站 8:30/17:20                                              |                                                        | 2–3元  | 宝城客运 | 河槽支线、七九七支线仅定时班开行                            |
| 七九七支线 ⇆                             | 密1        | 密云财政局 主线白班：6:30–18:30 河槽支线：7:10/16:00 七九七支线：6:45–17:30 | 国营七九七 7:45–18:25                                            |                                                        | 2–3元  | 宝城客运 | 河槽支线、七九七支线仅定时班开行                            |
| 行宫南门 18:40–22:00                     | 密1        | 主线夜班 ⇆ | 兴云南站 18:40–22:00                                             |                                                        | 2–3元  | 宝城客运 | 河槽支线、七九七支线仅定时班开行                            |
|                                          | 密2        | 白河城市森林公园 主线、阁老峪延长线：6:30–18:30 九松山延长线：6:30–17:30 娄子峪支线：8:45/11:45/14:45/16:45                                                                                   | 主线 ⇆                                                           | 穆家峪 6:30–18:30                                      | 2–4元  | 宝城客运 |                                                             |
| 阁老峪延长线 ⇆                           | 密2        | 白河城市森林公园 主线、阁老峪延长线：6:30–18:30 九松山延长线：6:30–17:30 娄子峪支线：8:45/11:45/14:45/16:45                                                                                   | 阁老峪 6:30–18:30                                                |                                                        | 2–4元  | 宝城客运 |                                                             |
| 九松山延长线 ⇆                           | 密2        | 白河城市森林公园 主线、阁老峪延长线：6:30–18:30 九松山延长线：6:30–17:30 娄子峪支线：8:45/11:45/14:45/16:45                                                                                   | 九松山 6:30–17:30                                                |                                                        | 2–4元  | 宝城客运 |                                                             |
| 娄子峪支线 ⇆                             | 密2        | 白河城市森林公园 主线、阁老峪延长线：6:30–18:30 九松山延长线：6:30–17:30 娄子峪支线：8:45/11:45/14:45/16:45                                                                                   | 娄子峪 7:00/10:00/13:00/16:00                                    |                                                        | 2–4元  | 宝城客运 |                                                             |
|                                          | 密3        | 蔡家洼 主线白班：6:30–18:30 支线：10:40/15:20/17:00 | 支线 ⇆                                                           | 东智东村委会 7:00/11:40/16:10                          | 2–3元  | 宝城客运 |                                                             |
| 主线白班 ⇆                               | 密3        | 蔡家洼 主线白班：6:30–18:30 支线：10:40/15:20/17:00 | 上河湾 主线白班：6:30–18:30 主线夜班：18:45–22:00                |                                                        | 2–3元  | 宝城客运 |                                                             |
| 万象汇橡树湾小区 18:45–22:00             | 密3        | 主线夜班 ⇆ | 上河湾 主线白班：6:30–18:30 主线夜班：18:45–22:00                |                                                        | 2–3元  | 宝城客运 |                                                             |
|                                          | 密5        | 啤酒厂北 主线：6:30–18:30 娄峪支线、牛角峪延长线：7:00/15:30 | 主线 ⇆                                                           | 东康各庄 6:30–18:30                                    | 2–6元  | 宝城客运 |                                                             |
| 娄峪支线 ⇆                               | 密5        | 啤酒厂北 主线：6:30–18:30 娄峪支线、牛角峪延长线：7:00/15:30 | 娄峪 8:30/16:40                                                  |                                                        | 2–6元  | 宝城客运 |                                                             |
| 牛角峪延长线 ⇆                           | 密5        | 啤酒厂北 主线：6:30–18:30 娄峪支线、牛角峪延长线：7:00/15:30 | 牛角峪 8:30/16:40                                                |                                                        | 2–6元  | 宝城客运 |                                                             |
|                                          | 密6        | 前栗园 6:30–18:30 | 白班 ⇆                                                           | 清水潭 6:30–18:30                                      | 2–4元  | 宝城客运 |                                                             |
| 万象汇橡树湾小区 20:45/21:00/21:15/21:30 | 密6        | 夜班 ⇆ | 人保北运中心 17:30/17:45/18:00/18:15                             |                                                        | 2–4元  | 宝城客运 |                                                             |
|                                          | 密7        | 石桥西区 主线白班：6:30–18:30 主线夜班：18:40–21:00 于家台支线：7:55/9:30/11:30/13:05/15:10/17:00 建新延长线：8:00/11:40/14:00/16:00/17:00                                                    | 主线白班 ⇆                                                       | 大辛庄村 6:30–18:30                                    | 2–4元  | 宝城客运 |                                                             |
| 主线夜班 ⇆                               | 密7        | 石桥西区 主线白班：6:30–18:30 主线夜班：18:40–21:00 于家台支线：7:55/9:30/11:30/13:05/15:10/17:00 建新延长线：8:00/11:40/14:00/16:00/17:00                                                    | 兴云南站 18:40–22:00                                             |                                                        | 2–4元  | 宝城客运 |                                                             |
| 于家台支线 ⇆                             | 密7        | 石桥西区 主线白班：6:30–18:30 主线夜班：18:40–21:00 于家台支线：7:55/9:30/11:30/13:05/15:10/17:00 建新延长线：8:00/11:40/14:00/16:00/17:00                                                    | 于家台 6:30/7:55/10:35/13:20/15:10/17:05                         |                                                        | 2–4元  | 宝城客运 |                                                             |
| 建新延长线 ⇆                             | 密7        | 石桥西区 主线白班：6:30–18:30 主线夜班：18:40–21:00 于家台支线：7:55/9:30/11:30/13:05/15:10/17:00 建新延长线：8:00/11:40/14:00/16:00/17:00                                                    | 建新村 7:30/11:10/13:30/15:30/16:30                              |                                                        | 2–4元  | 宝城客运 |                                                             |
|                                          | 密8        | 密云区医院 主线白班：6:30–18:30 主线夜班：18:40–22:00 大云峰寺延长线、白草洼支线：7:20/9:20/14:40/16:40 龚庄子支线：6:50/8:00/10:50/14:00/15:00/16:25/17:20 石墙沟支线：6:50/8:25/15:15/17:00 | 主线白班 ⇆                                                       | 尖岩 6:30–18:30                                        | 2–5元  | 宝城客运 |                                                             |
| 主线夜班 ⇆                               | 密8        | 密云区医院 主线白班：6:30–18:30 主线夜班：18:40–22:00 大云峰寺延长线、白草洼支线：7:20/9:20/14:40/16:40 龚庄子支线：6:50/8:00/10:50/14:00/15:00/16:25/17:20 石墙沟支线：6:50/8:25/15:15/17:00 | 白河公园 18:40–22:00                                             |                                                        | 2–5元  | 宝城客运 |                                                             |
| 大云峰寺延长线 ⇆                         | 密8        | 密云区医院 主线白班：6:30–18:30 主线夜班：18:40–22:00 大云峰寺延长线、白草洼支线：7:20/9:20/14:40/16:40 龚庄子支线：6:50/8:00/10:50/14:00/15:00/16:25/17:20 石墙沟支线：6:50/8:25/15:15/17:00 | 大云峰寺 6:30/9:00/11:00/16:25/18:10                             |                                                        | 2–5元  | 宝城客运 |                                                             |
| 白草洼支线 ⇆                             | 密8        | 密云区医院 主线白班：6:30–18:30 主线夜班：18:40–22:00 大云峰寺延长线、白草洼支线：7:20/9:20/14:40/16:40 龚庄子支线：6:50/8:00/10:50/14:00/15:00/16:25/17:20 石墙沟支线：6:50/8:25/15:15/17:00 | 密云白草洼 7:10/8:00/12:05/17:50                                 |                                                        | 2–5元  | 宝城客运 |                                                             |
| 龚庄子支线 ⇆                             | 密8        | 密云区医院 主线白班：6:30–18:30 主线夜班：18:40–22:00 大云峰寺延长线、白草洼支线：7:20/9:20/14:40/16:40 龚庄子支线：6:50/8:00/10:50/14:00/15:00/16:25/17:20 石墙沟支线：6:50/8:25/15:15/17:00 | 龚庄子 6:30/7:50/9:00/12:00/15:00/17:20                          |                                                        | 2–5元  | 宝城客运 |                                                             |
| 石墙沟支线 ⇆                             | 密8        | 密云区医院 主线白班：6:30–18:30 主线夜班：18:40–22:00 大云峰寺延长线、白草洼支线：7:20/9:20/14:40/16:40 龚庄子支线：6:50/8:00/10:50/14:00/15:00/16:25/17:20 石墙沟支线：6:50/8:25/15:15/17:00 | 石墙沟 6:30/8:10/9:40/17:00                                      |                                                        | 2–5元  | 宝城客运 |                                                             |
|                                          | 密9        | 密云区医院 主线：6:30–18:30 白道峪支线：7:30–18:20 | 主线 ⇆                                                           | 署地 6:30–18:30                                        | 2–5元  | 宝城客运 | 白道峪支线仅定时班开行                                      |
| 白道峪支线 ⇆                             | 密9        | 密云区医院 主线：6:30–18:30 白道峪支线：7:30–18:20 | 白道峪 6:20–17:00                                                |                                                        | 2–5元  | 宝城客运 | 白道峪支线仅定时班开行                                      |
|                                          | 密10       | 云北小区 主线：6:30–18:30 新兴村支线：7:00–18:25 | 主线 ⇆                                                           | 平头总站 6:30–18:30                                    | 2–4元  | 宝城客运 | 新兴村支线仅定时班开行                                      |
| 新兴村支线 ⇆                             | 密10       | 云北小区 主线：6:30–18:30 新兴村支线：7:00–18:25 | 新兴村 6:40–18:15                                                |                                                        | 2–4元  | 宝城客运 | 新兴村支线仅定时班开行                                      |
|                                          | 密12       | 疃里村 6:30–18:30 | 主线 ⇆                                                           | 云湖 6:30–18:30                                        | 2–6元  | 宝城客运 | 主线临时不停靠疃里村、疃里一站                              |
| 水洼屯 6:30–17:20                        | 密12       | 支线 ⇆ | 达峪沟 6:30–17:20                                                |                                                        | 2–6元  | 宝城客运 | 主线临时不停靠疃里村、疃里一站                              |
|                                          | 密13       | 宝城公司 主线：6:30–17:30 三峪支线：6:30–18:00 | 三峪支线 ⇆                                                       | 三峪 6:35–17:50                                        | 2–6元  | 宝城客运 | 三峪支线、圣水头支线仅定时班开行                            |
| 主线 ⇆                                   | 密13       | 宝城公司 主线：6:30–17:30 三峪支线：6:30–18:00 | 西庄户 主线：6:30–17:30 圣水头支线：8:30/11:10/14:35/16:50       |                                                        | 2–6元  | 宝城客运 | 三峪支线、圣水头支线仅定时班开行                            |
| 圣水头 9:50/13:15/15:50                  | 密13       | 圣水头支线 ⇆ | 西庄户 主线：6:30–17:30 圣水头支线：8:30/11:10/14:35/16:50       |                                                        | 2–6元  | 宝城客运 | 三峪支线、圣水头支线仅定时班开行                            |
|                                          | 密16       | 密云电信 主线：6:20–18:30 黑土湾支线：7:00–15:00 张庄子支线：8:30/16:50 下栅子支线：12:30/16:30 梯子峪支线：10:00/18:00 苍术会支线：7:00/12:40                                                | 主线 ⇆                                                           | 北沟村委会 5:50–18:00                                  | 2–9元  | 宝城客运 |                                                             |
| 黑土湾支线 ⇆                             | 密16       | 密云电信 主线：6:20–18:30 黑土湾支线：7:00–15:00 张庄子支线：8:30/16:50 下栅子支线：12:30/16:30 梯子峪支线：10:00/18:00 苍术会支线：7:00/12:40                                                | 黑土湾 8:30–16:50                                                |                                                        | 2–9元  | 宝城客运 |                                                             |
| 张庄子支线 ⇆                             | 密16       | 密云电信 主线：6:20–18:30 黑土湾支线：7:00–15:00 张庄子支线：8:30/16:50 下栅子支线：12:30/16:30 梯子峪支线：10:00/18:00 苍术会支线：7:00/12:40                                                | 张庄子 5:50/10:00                                                |                                                        | 2–9元  | 宝城客运 |                                                             |
| 下栅子支线 ⇆                             | 密16       | 密云电信 主线：6:20–18:30 黑土湾支线：7:00–15:00 张庄子支线：8:30/16:50 下栅子支线：12:30/16:30 梯子峪支线：10:00/18:00 苍术会支线：7:00/12:40                                                | 下栅子 6:20/14:20                                                |                                                        | 2–9元  | 宝城客运 |                                                             |
| 梯子峪支线 ⇆                             | 密16       | 密云电信 主线：6:20–18:30 黑土湾支线：7:00–15:00 张庄子支线：8:30/16:50 下栅子支线：12:30/16:30 梯子峪支线：10:00/18:00 苍术会支线：7:00/12:40                                                | 梯子峪 7:20/11:40                                                |                                                        | 2–9元  | 宝城客运 |                                                             |
| 苍术会支线 ⇆                             | 密16       | 密云电信 主线：6:20–18:30 黑土湾支线：7:00–15:00 张庄子支线：8:30/16:50 下栅子支线：12:30/16:30 梯子峪支线：10:00/18:00 苍术会支线：7:00/12:40                                                | 苍术会 11:00/17:30                                               |                                                        | 2–9元  | 宝城客运 |                                                             |
|                                          | 密17       | 密云电信 主线：8:30/13:00/17:20 达岩支线：8:30/14:30 娄峪支线：10:00 庄头支线：14:00/17:30 水树峪支线：11:00/17:00                                                                            | 主线 ⇆                                                           | 查子沟 6:30/10:30/14:50                                | 2–9元  | 宝城客运 |                                                             |
| 达岩支线 ⇆                               | 密17       | 密云电信 主线：8:30/13:00/17:20 达岩支线：8:30/14:30 娄峪支线：10:00 庄头支线：14:00/17:30 水树峪支线：11:00/17:00                                                                            | 达岩 9:30/15:30                                                  |                                                        | 2–9元  | 宝城客运 |                                                             |
| 娄峪支线 ⇆                               | 密17       | 密云电信 主线：8:30/13:00/17:20 达岩支线：8:30/14:30 娄峪支线：10:00 庄头支线：14:00/17:30 水树峪支线：11:00/17:00                                                                            | 娄峪 11:30                                                       |                                                        | 2–9元  | 宝城客运 |                                                             |
| 庄头支线 ⇆                               | 密17       | 密云电信 主线：8:30/13:00/17:20 达岩支线：8:30/14:30 娄峪支线：10:00 庄头支线：14:00/17:30 水树峪支线：11:00/17:00                                                                            | 河下 7:30/11:00/15:30                                            |                                                        | 2–9元  | 宝城客运 |                                                             |
| 水树峪支线 ⇆                             | 密17       | 密云电信 主线：8:30/13:00/17:20 达岩支线：8:30/14:30 娄峪支线：10:00 庄头支线：14:00/17:30 水树峪支线：11:00/17:00                                                                            | 水树峪 7:10/13:30                                                |                                                        | 2–9元  | 宝城客运 |                                                             |
|                                          | 密18       | 密云电信 主线：7:20–16:40 史长峪班车：10:30/14:40/17:30 西邵渠延长线：7:00–18:00 南达峪延长线：6:30/11:30/18:20 大石门支线：10:30/18:40                                                       | 主线 ⇆                                                           | 东邵渠中学路口 主线：6:30–17:40 史长峪班车：6:20/12:00 | 2–7元  | 宝城客运 | 仅定时班开行 史长峪班车绕经史长峪                           |
| 史长峪班车 ⇆                             | 密18       | 密云电信 主线：7:20–16:40 史长峪班车：10:30/14:40/17:30 西邵渠延长线：7:00–18:00 南达峪延长线：6:30/11:30/18:20 大石门支线：10:30/18:40                                                       |                                                                  | 东邵渠中学路口 主线：6:30–17:40 史长峪班车：6:20/12:00 | 2–7元  | 宝城客运 | 仅定时班开行 史长峪班车绕经史长峪                           |
| 西邵渠延长线 ⇆                           | 密18       | 密云电信 主线：7:20–16:40 史长峪班车：10:30/14:40/17:30 西邵渠延长线：7:00–18:00 南达峪延长线：6:30/11:30/18:20 大石门支线：10:30/18:40                                                       | 西邵渠大队 7:00–18:00                                            |                                                        | 2–7元  | 宝城客运 | 仅定时班开行 史长峪班车绕经史长峪                           |
| 南达峪延长线 ⇆                           | 密18       | 密云电信 主线：7:20–16:40 史长峪班车：10:30/14:40/17:30 西邵渠延长线：7:00–18:00 南达峪延长线：6:30/11:30/18:20 大石门支线：10:30/18:40                                                       | 南达峪村 7:40/12:30                                              |                                                        | 2–7元  | 宝城客运 | 仅定时班开行 史长峪班车绕经史长峪                           |
| 大石门支线 ⇆                             | 密18       | 密云电信 主线：7:20–16:40 史长峪班车：10:30/14:40/17:30 西邵渠延长线：7:00–18:00 南达峪延长线：6:30/11:30/18:20 大石门支线：10:30/18:40                                                       | 大石门 6:45/11:30                                                |                                                        | 2–7元  | 宝城客运 | 仅定时班开行 史长峪班车绕经史长峪                           |
|                                          | 密19       | 密云南门 主线：5:50–16:10 边庄子支线：6:45/13:55 | 主线 ⇆                                                           | 黄土坎二站 5:40–17:30                                  | 2–14元 | 宝城客运 | 仅定时班开行                                                |
| 边庄子支线 ⇆                             | 密19       | 密云南门 主线：5:50–16:10 边庄子支线：6:45/13:55 | 边庄子 9:10/16:10                                                |                                                        | 2–14元 | 宝城客运 | 仅定时班开行                                                |
|                                          | 密20       | 密云南门 短线：11:30 长线：17:20 | 短线 ⇆                                                           | 杨各庄 14:20                                           | 2–15元 | 宝城客运 |                                                             |
| 长线 ⇆                                   | 密20       | 密云南门 短线：11:30 长线：17:20 | 石佛 7:30                                                        |                                                        | 2–15元 | 宝城客运 |                                                             |
|                                          | 密21       | 密云南门 10:45/16:55 | ⇆                                                                | 学艺厂 6:40/13:40                                      | 2–15元 | 宝城客运 |                                                             |
|                                          | 密23       | 密云南门 8:30/11:00/14:30/17:30 | ⇆                                                                | 碱厂总站 7:00/9:30/13:00/15:30                         | 2–5元  | 宝城客运 |                                                             |
|                                          | 密24       | 密云南门 8:55/16:15 | ⇆                                                                | 转山子 6:00/13:10                                      | 2–15元 | 宝城客运 |                                                             |
|                                          | 密25       | 密云南门 主线：6:00–18:20 区间：7:20/10:10/11:50/13:05 五里坨支线：6:50/13:25 | 主线 ⇆                                                           | 龙洋 5:50–17:30                                        | 2–7元  | 宝城客运 | 仅定时班开行                                                |
| 区间 ⇆                                   | 密25       | 密云南门 主线：6:00–18:20 区间：7:20/10:10/11:50/13:05 五里坨支线：6:50/13:25 | 古北口二站 10:15/12:50/14:45/15:45                               |                                                        | 2–7元  | 宝城客运 | 仅定时班开行                                                |
| 五里坨支线 ⇆                             | 密25       | 密云南门 主线：6:00–18:20 区间：7:20/10:10/11:50/13:05 五里坨支线：6:50/13:25 | 五里坨 9:00/16:00                                                |                                                        | 2–7元  | 宝城客运 | 仅定时班开行                                                |
|                                          | 密26       | 密云南门 5:55–18:10 | ⇆                                                                | 兵马营三站 5:40–17:30                                  | 2–14元 | 宝城客运 | 仅定时班开行                                                |
|                                          | 密27       | 密云南门 9:00/16:30 | ⇆                                                                | 西驼古 6:00/13:20                                      | 2–17元 | 宝城客运 |                                                             |
|                                          | 密28       | 密云南门 9:40/16:30 | ⇆                                                                | 古石峪 6:50/12:50                                      | 2–16元 | 宝城客运 |                                                             |
|                                          | 密29       | 密云南门 10:30/16:30 | ⇆                                                                | 田庄 7:10/13:20                                        | 2–14元 | 宝城客运 |                                                             |
|                                          | 密30       | 密云南门 主线：6:25/9:20/11:20/13:50 头道岭支线：15:25 | 主线 ⇆                                                           | 密云城子 9:10/11:55/13:30/16:00                        | 2–10元 | 宝城客运 |                                                             |
| 头道岭支线 ⇆                             | 密30       | 密云南门 主线：6:25/9:20/11:20/13:50 头道岭支线：15:25 | 头道岭 7:00                                                      |                                                        | 2–10元 | 宝城客运 |                                                             |
|                                          | 密31       | 密云南门 8:40 | ⇆                                                                | 上金山 11:30                                           | 2–9元  | 宝城客运 |                                                             |
|                                          | 密32       | 密云南门 11:50/18:15 | ⇆                                                                | 涝洼 8:10/15:30                                        | 2–11元 | 宝城客运 |                                                             |
|                                          | 密33       | 密云南门 7:00/9:05/11:00/13:35/16:40/17:40 | ⇆                                                                | 黄岩口 5:50/7:40/10:00/13:40/15:00/16:00               | 2–12元 | 宝城客运 |                                                             |
|                                          | 密34       | 密云南门 16:30 | ⇆                                                                | 四合村 6:20                                            | 2–11元 | 宝城客运 |                                                             |
|                                          | 密35       | 密云南门 7:45/10:05/14:05/16:20 | ⇆                                                                | 土门 7:15/9:50/13:30/16:20                             | 2–11元 | 宝城客运 |                                                             |
|                                          | 密36       | 密云南门 主线：14:20 土门班车：6:45 | 主线 ⇆                                                           | 大岭 主线：9:20 土门班车：16:30                        | 2–7元  | 宝城客运 | 土门班车绕经土门                                            |
| 土门班车 ⇆                               | 密36       | 密云南门 主线：14:20 土门班车：6:45 |                                                                  | 大岭 主线：9:20 土门班车：16:30                        | 2–7元  | 宝城客运 | 土门班车绕经土门                                            |
|                                          | 密37       | 密云西大桥加油站 10:20/16:40 | ⇆                                                                | 坡头 6:25/13:25                                        | 2–18元 | 润城客运 | 可与 密50 联运                                              |
|                                          | 密38       | 密云西大桥加油站 主线：5:20–17:20 蔡甸东沟专线：15:40 石岩井班车：11:10、16:30 | 主线 ⇆                                                           | 大角峪 5:00–17:00                                      | 2–17元 | 润城客运 | 仅定时班开行 蔡甸东沟专线为双数日期发车                     |
| 蔡甸东沟专线 ⇆                           | 密38       | 密云西大桥加油站 主线：5:20–17:20 蔡甸东沟专线：15:40 石岩井班车：11:10、16:30 | 东沟 7:25                                                        |                                                        | 2–17元 | 润城客运 | 仅定时班开行 蔡甸东沟专线为双数日期发车                     |
| 石岩井班车 ⇆                             | 密38       | 密云西大桥加油站 主线：5:20–17:20 蔡甸东沟专线：15:40 石岩井班车：11:10、16:30 | 石岩井村委会 7:00、13:20                                         |                                                        | 2–17元 | 润城客运 | 仅定时班开行 蔡甸东沟专线为双数日期发车                     |
|                                          | 密39       | 密云西大桥加油站 5:40/9:20/12:40 | ⇆                                                                | 遥桥峪 5:45/9:00/12:40/15:30                           | 2–18元 | 润城客运 |                                                             |
|                                          | 密50       | 密云西大桥加油站 6:40/13:20 | ⇆                                                                | 苏家峪 9:50/16:25                                      | 2–21元 | 润城客运 | 双数日期发车 可与 密37 联运                                 |
|                                          | 密51       | 密云西大桥加油站 主线：5:00–17:40 区间1：9:40/17:10 | 主线 ⇆                                                           | 西涝洼 4:45–17:40                                      | 2–14元 | 润城客运 | 仅定时班开行                                                |
| 区间1 ⇆                                  | 密51       | 密云西大桥加油站 主线：5:00–17:40 区间1：9:40/17:10 | 古北水镇 区间1、支线：8:40/15:50 区间2：5:30                     |                                                        | 2–14元 | 润城客运 | 仅定时班开行                                                |
| 太师屯公园 6:10                          | 密51       | 区间2 ⇆ | 古北水镇 区间1、支线：8:40/15:50 区间2：5:30                     |                                                        | 2–14元 | 润城客运 | 仅定时班开行                                                |
| 古北口火车站 9:40/17:10                  | 密51       | 支线 ⇆ | 古北水镇 区间1、支线：8:40/15:50 区间2：5:30                     |                                                        | 2–14元 | 润城客运 | 仅定时班开行                                                |
|                                          | 密52       | 密云西大桥加油站 主线：10:00/17:00 下板城延长线：13:40 | 主线 ⇆                                                           | 雾灵山 6:20/13:30                                      | 2–36元 | 润城客运 | 主线为单数日期发车 下板城延长线为跨省线路，不支持北京一卡通 |
| 下板城延长线 ⇆                           | 密52       | 密云西大桥加油站 主线：10:00/17:00 下板城延长线：13:40 | 下板城（承德县汽车站） 6:30                                      |                                                        | 2–36元 | 润城客运 | 主线为单数日期发车 下板城延长线为跨省线路，不支持北京一卡通 |
|                                          | 密53       | 密云西大桥加油站 10:10/16:50 | ⇆                                                                | 塔沟 6:20/13:30                                        | 2–16元 | 润城客运 | 单数日期发车                                                |
|                                          | 密56       | 密云电信 7:30/13:30 | ⇆                                                                | 石洞子 8:50/15:10                                      | 2–10元 | 宝城客运 |                                                             |
|                                          | 密57       | 密云南门 15:55 | ⇆                                                                | 二道河 5:40                                            | 2–10元 | 宝城客运 |                                                             |
|                                          | 密58       | 密云电信 主线：12:00/17:30 支线：9:00/12:00/15:00/17:00 支线班车：13:30/17:30 | 主线 ⇆                                                           | 西葫芦峪 6:50/13:00                                    | 2–6元  | 宝城客运 | 支线经银冶岭 支线班车经大岭、小岭、银冶岭                   |
| 支线 ⇆                                   | 密58       | 密云电信 主线：12:00/17:30 支线：9:00/12:00/15:00/17:00 支线班车：13:30/17:30 | 东邵渠中学路口 支线：6:50/10:00/13:00/16:00 支线班车：9:00/15:00 |                                                        | 2–6元  | 宝城客运 | 支线经银冶岭 支线班车经大岭、小岭、银冶岭                   |
| 支线班车 ⇆                               | 密58       | 密云电信 主线：12:00/17:30 支线：9:00/12:00/15:00/17:00 支线班车：13:30/17:30 | 东邵渠中学路口 支线：6:50/10:00/13:00/16:00 支线班车：9:00/15:00 |                                                        | 2–6元  | 宝城客运 | 支线经银冶岭 支线班车经大岭、小岭、银冶岭                   |
|                                          | 密60       | 密云电信 11:00/14:00/16:40 | ⇆                                                                | 番字牌 7:30/14:00/16:00                                | 2–13元 | 宝城客运 |                                                             |
|                                          | 密61       | 密云电信 短线：8:00/10:20/12:00/13:00/16:40 长线：13:30/17:20 | 短线 ⇆                                                           | 前火岭 7:40/9:00/10:30/13:00/14:30                     | 2–15元 | 宝城客运 |                                                             |
| 长线 ⇆                                   | 密61       | 密云电信 短线：8:00/10:20/12:00/13:00/16:40 长线：13:30/17:20 | 梁营子 6:20/16:00                                                |                                                        | 2–15元 | 宝城客运 |                                                             |
|                                          | 密62       | 密云电信 9:40/16:00 | ⇆                                                                | 南台子 6:40/12:10                                      | 2–15元 | 宝城客运 |                                                             |
|                                          | 密63       | 密云电信 7:00/9:00/10:30/12:30/14:40/16:30 | ⇆                                                                | 四合堂 6:50/8:30/10:30/12:00/14:10/16:30               | 2–9元  | 宝城客运 |                                                             |
|                                          | 密65       | 密云电信 10:00/15:40 | ⇆                                                                | 黄峪口 7:10/13:10                                      | 2–9元  | 宝城客运 |                                                             |
|                                          | 密66       | 宝城东门 内环：6:30–18:30 | ↻                                                                | 宝城东门 外环：6:30–18:30                              | 2–4元  | 宝城客运 |                                                             |
| ↺                                        | 密66       | 宝城东门 内环：6:30–18:30 |                                                                  | 宝城东门 外环：6:30–18:30                              | 2–4元  | 宝城客运 |                                                             |
|                                          | 密67       | 密云电信 8:30/11:30/17:00 | ⇆                                                                | 捧河湾风景区 6:30/10:00/13:30                          | 2–7元  | 宝城客运 |                                                             |
|                                          | 密68       | 密云电信 9:20/16:20 | ⇆                                                                | 西口外 6:40/13:10                                      | 2–10元 | 宝城客运 |                                                             |
|                                          | 密91       | 高铁密云站 内环：10:30/17:00 | ↻                                                                | 高铁密云站 外环：10:30/17:00                           | 2–15元 | 宝城客运 |                                                             |
| ↺                                        | 密91       | 高铁密云站 内环：10:30/17:00 |                                                                  | 高铁密云站 外环：10:30/17:00                           | 2–15元 | 宝城客运 |                                                             |
|                                          | 定制公交D1 | 康居南区 工作日 7:20 | ⇆                                                                | 高岭市场 工作日 15:50                                  | 2–10元 | 宝城客运 |                                                             |